# Camps-Saint-Mathurin-Léobazel
 Camps-Saint-Mathurin-Léobazel  (en occitano Camps Sent Matalin) es una comuna  y población de Francia, en la región de Lemosín, departamento de Corrèze, en el distrito de Tulle y cantón de Mercoeur.
Su población en el censo de 2008 era de 249 habitantes.
No está integrada en ninguna Communauté de communes.

## Demografía
| 451 | 457 | 381 | 341 | 293 | 242 | 249 |
| Para los censos de 1962 a 1999 la población legal corresponde a la población sin duplicidades (Fuente: INSEE [Consultar]) |     |     |     |     |     |     |